# Chambilly
Chambilly és un municipi francès, situat al departament de Saona i Loira i a la regió de Borgonya - Franc Comtat. L'any 2017 tenia 511 habitants.

## Demografia

### Població
El 2007 hi havia 236 famílies. La població ha evolucionat segons el següent gràfic:
Habitants censats

### Habitatges
El 2007 hi havia 276 habitatges, 235 eren l'habitatge principal de la família, 19 eren segones residències i 22 estaven desocupats. 248 eren cases i 27 eren apartaments. Dels 235 habitatges principals, 157 estaven ocupats pels seus propietaris, 70 estaven llogats i ocupats pels llogaters i 7 estaven cedits a títol gratuït; 2 tenien una cambra, 7 en tenien dues, 31 en tenien tres, 69 en tenien quatre i 125 en tenien cinc o més. 184 habitatges disposaven pel capbaix d'una plaça de pàrquing. A 125 habitatges hi havia un automòbil i a 85 n'hi havia dos o més.

## Economia
El 2007 la població en edat de treballar era de 302 persones, 198 eren actives i 104 eren inactives. De les 198 persones actives 175 estaven ocupades (107 homes i 68 dones) i 23 estaven aturades (9 homes i 14 dones). De les 104 persones inactives 43 estaven jubilades, 18 estaven estudiant i 43 estaven classificades com a «altres inactius».

### Ingressos
El 2009 a Chambilly hi havia 236 unitats fiscals que integraven 542,5 persones, la mediana anual d'ingressos fiscals per persona era de 14.101 €.

### Activitats econòmiques
Dels 22 establiments que hi havia el 2007, 1 era d'una empresa alimentària, 4 d'empreses de fabricació d'altres productes industrials, 5 d'empreses de construcció, 5 d'empreses de comerç i reparació d'automòbils, 2 d'empreses d'hostatgeria i restauració, 1 d'una empresa financera, 3 d'empreses de serveis i 1 d'una entitat de l'administració pública.
Dels 7 establiments de servei als particulars que hi havia el 2009, 1 era un taller de reparació d'automòbils i de material agrícola, 1 paleta, 2 guixaires pintors, 1 fusteria, 1 empresa de construcció i 1 restaurant.
L'únic establiment comercial que hi havia el 2009 era una fleca.
L'any 2000 a Chambilly hi havia 12 explotacions agrícoles que ocupaven un total de 768 hectàrees.

## Equipaments sanitaris i escolars
El 2009 hi havia una escola elemental integrada dins d'un grup escolar amb les comunes properes formant una escola dispersa.